# پال اوروس
پال اوروس (مجاری: Pál Orosz; ۲۵ ژانویهٔ ۱۹۳۴ – ۱۲ مهٔ ۲۰۱۴) بازیکن و مربی فوتبال اهل مجارستان بود.
از باشگاه‌هایی که در آن بازی کرده‌است می‌توان به باشگاه فوتبال فرنتس‌واروش اشاره کرد. وی به‌همراه تیم ملی فوتبال مجارستان در بازی‌های المپیک تابستانی ۱۹۶۴ به مقام قهرمانی دست پیدا کرده‌است.